# نیاس
جزیره نیاس از جزایر کشور اندونزی است.
جزیره نیاس در کرانهٔ غربی سوماترا وقع شده‌است.
نیاس از اماکن معروف موج‌سواری در جهان است.
بهترین محل موج‌سواری این جزیره در خلیج سوراکه در نزدیکی شهر تِلوک دالام در جنوبی‌ترین نقطه جزیره قرار دارد.
نیاس در دهه ۱۹۶۰ در مسیر هیپی‌ها قرار داشت.

## نگارخانه

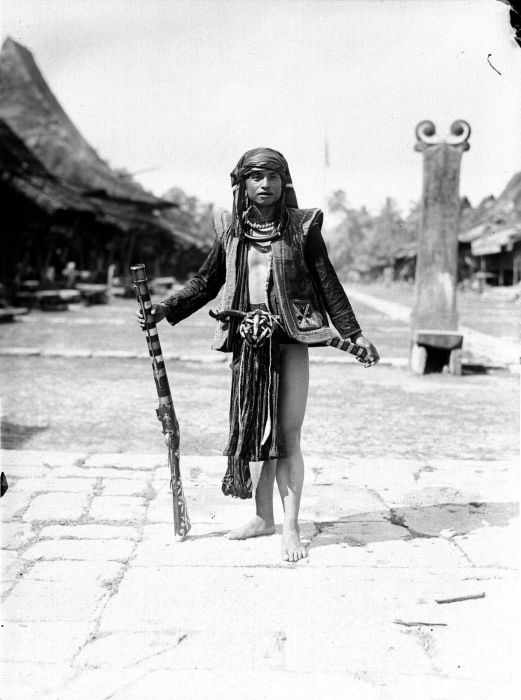
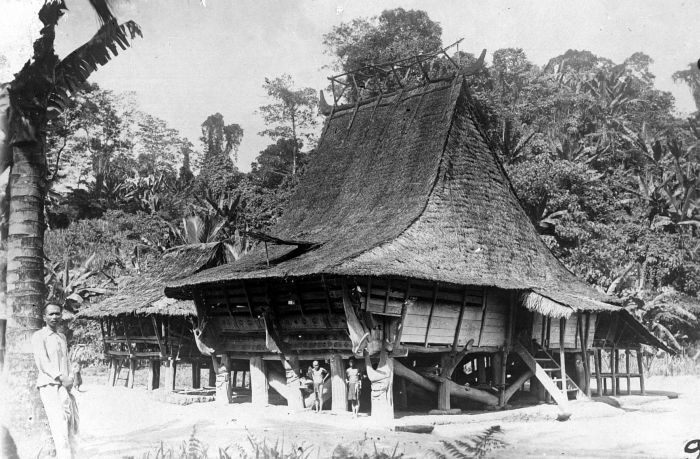
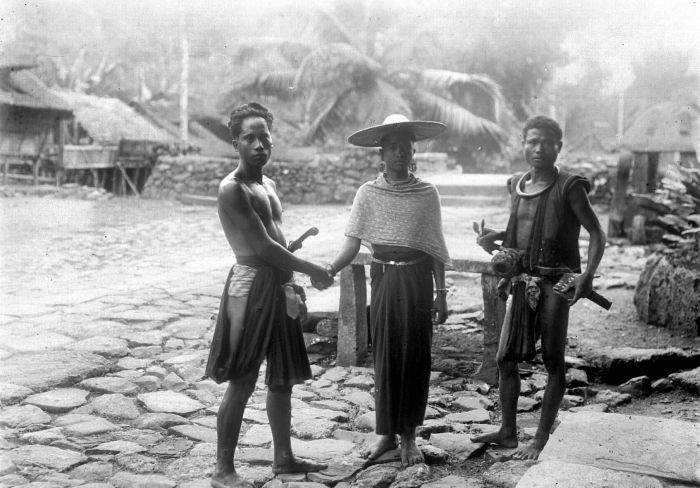
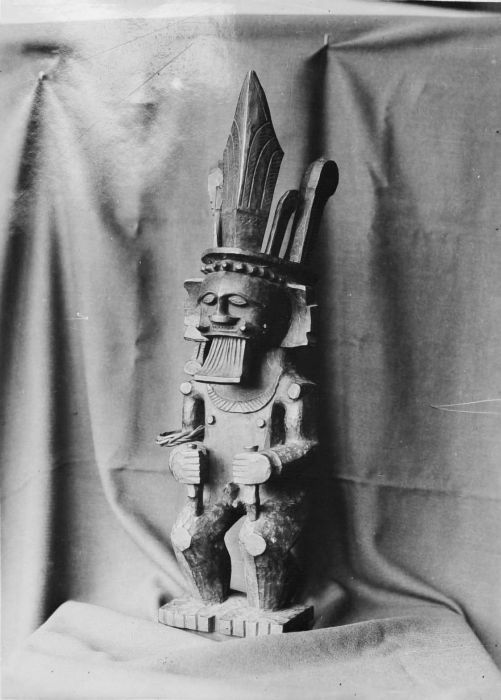
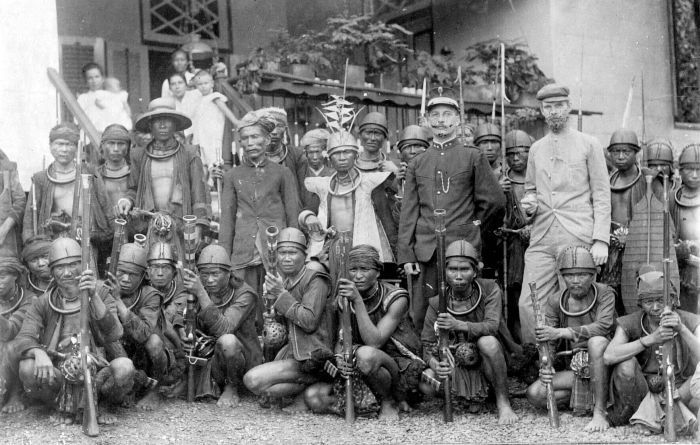
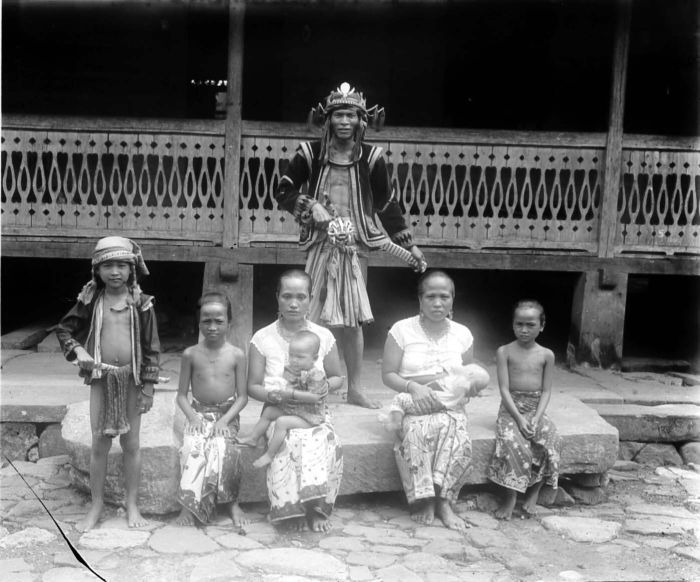
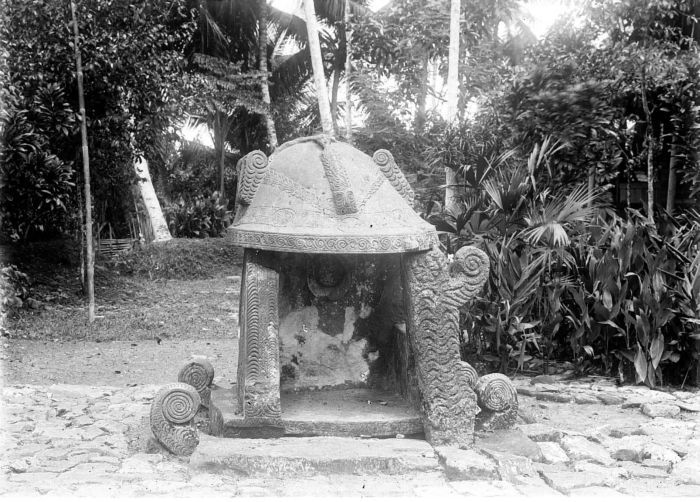
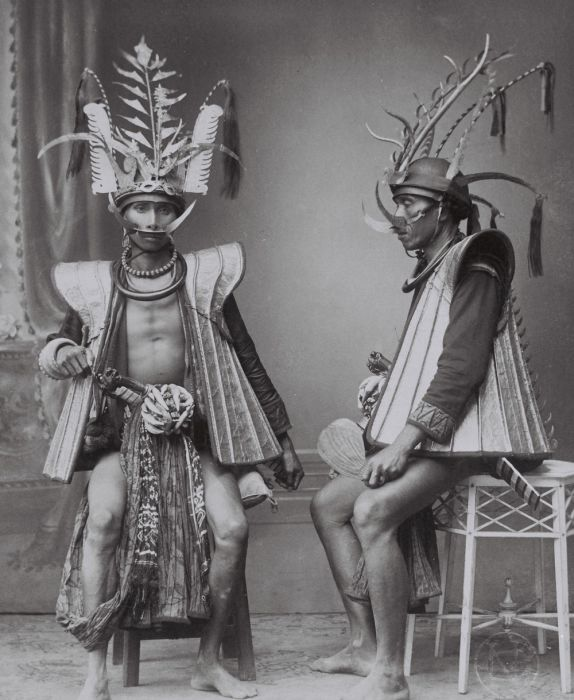